# František Kotva
František Kotva (15. května 1952 Praha — 18. března 2007 Praha) byl český kytarista, známý především svým působením v kapele Žlutý pes. Spolupracoval také s kapelou Kabát. Jezdil s nimi jakou tour manager.

## Život
František Kotva byl rodák z pražského Braníka a pocházel z nemuzikantské rodiny. Vyučil se malířem pokojů. Živil se ale například jako pomocník při geodetických měřeních (zeměměřičství) nebo také jako kotelník.
Na počátku 90. let 20. století působil jako produkční v pražských rockových klubech. Zpočátku to bylo v legendárním klubu Bunkr, ale s jeho zavřením přešel pracovat do Futura. Přes konkurs se dostal do kapely Variace, což byla tancovačková kapela a později odešel ke kapele Markýz John. Později účinkoval v doprovodné kapele zpěvačky Evy Hurychové a následně v kapele Jany Kratochvílové.
Členem Žlutého psa byl nejprve v roce 1982 a po přestávce se do kapely vrátil v roce 1992.
Zemřel 18. března 2007.